# Auf Probe gestellt
Auf Probe gestellt è un film muto del 1918 diretto da Rudolf Biebrach.

## Trama
La contessa Marlene, rimasta vedova e diventata povera, viene consigliata dal cognato di sposare il conte Adolar von Warowingen che, benché non sano di mente, è tuttavia ricchissimo. Lei chiede allora di essere lasciata libera per ancora otto giorni che usa per assaporare la libertà che le resta. Si reca in città e, nel quartiere degli artisti, incontra il pittore Frank Merwin. Marlene vuole metterlo alla prova e, dopo averlo stordito, lo porta al castello dove finge con lui di averlo sposato. Tutti trattano l'uomo come una celebrità e la prova non si dimostra un test positivo. Marlene, tuttavia, decide di sposare Frank, piuttosto che l'idiota scelto per lei dalla famiglia.

## Produzione
Il film fu prodotto dalla Messter (Film)Projektion, Berlin <Mester> (Deutschland), No. 9479.

## Distribuzione
Distribuito dalla Universum Film (UFA), fu presentato in prima alla Mozartsaal di Berlino il 15 marzo 1918.